# Mane Breka
Mane Breka, hrvaški general, * 15. januar 1910, † 1986.

## Življenjepis
Leta 1941 je vstopil v NOVJ in naslednje leto v KPJ. 
Po vojni je končal šolanje na Višji vojaški akademiji JLA; kjer je bil pozneje tudi predavatelj. Upokojen je bil leta 1964.

## Odlikovanja
- Red zaslug za ljudstvo
- Red bratstva in enotnosti